# Französische Rugby-Union-Meisterschaft 2006/07
Die Saison 2006/07 war die 108. Austragung der französischen Rugby-Union-Meisterschaft (französisch Championnat de France de rugby à XV). Sie umfasste 14 Mannschaften in der obersten Liga Top 14 und 16 Mannschaften in der zweithöchsten Liga Pro D2.

## Top 14

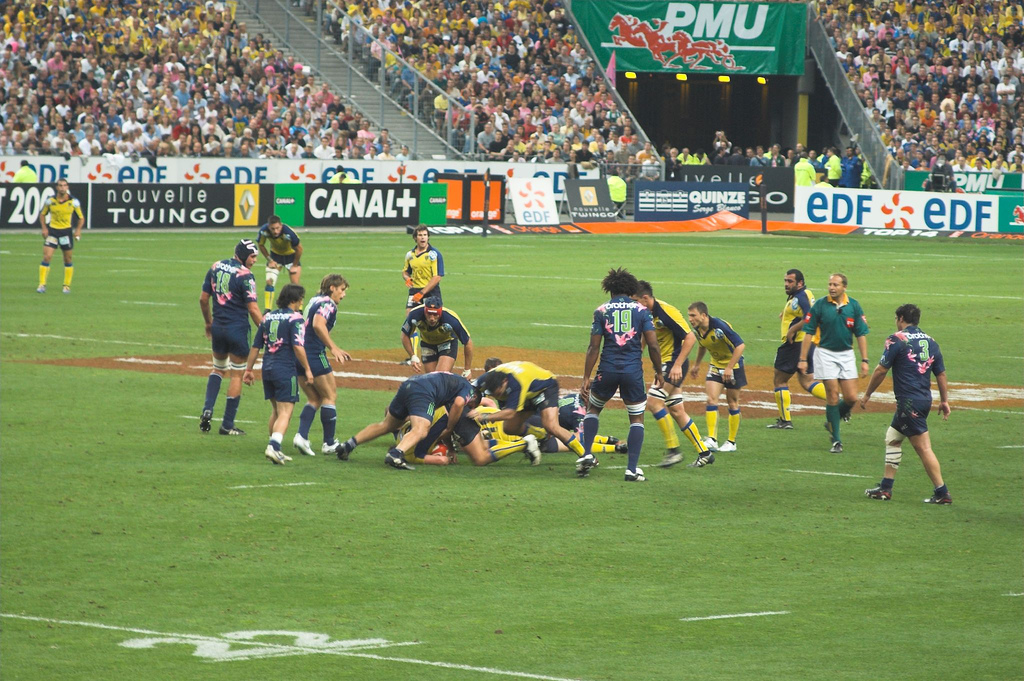
Spielszene aus dem Meisterschaftsfinale

Die reguläre Saison der Top 14 hatte 26 Spieltage (je eine Vor- und Rückrunde). Sie begann am 18. August 2006 und dauerte bis zum 26. Mai 2007. Die vier bestplatzierten Mannschaften qualifizierten sich für das Halbfinale. Im Endspiel, das am 9. Juni 2007 im Stade de France in Saint-Denis stattfand, spielten die Halbfinalsieger um den Bouclier de Brennus. Dabei siegte Stade Français gegen die ASM Clermont Auvergne und errang zum 13. Mal den Meistertitel. Die SU Agen und der RC Narbonne mussten in die Pro D2 absteigen.

### Tabelle
M = Amtierender Meister

A = Aufsteiger
|     | Team                   | Spiele | Siege | Unent. | Ndlg. | Spiel- punkte | Diff. | Bonus- punkte | Tabellen- punkte |
| --- | ---------------------- | ------ | ----- | ------ | ----- | ------------- | ----- | ------------- | ---------------- |
| 01. | Stade Français         | 26     | 19    | 1      | 6     | 667:433       | + 234 | 9             | 87               |
| 02. | Stade Toulousain       | 26     | 18    | 2      | 6     | 643:424       | + 219 | 10            | 86               |
| 03. | ASM Clermont Auvergne  | 26     | 18    | 0      | 8     | 772:454       | + 318 | 12            | 84               |
| 04. | Biarritz Olympique (M) | 26     | 17    | 1      | 8     | 549:378       | + 171 | 10            | 76               |
| 05. | USA Perpignan          | 26     | 16    | 1      | 9     | 493:398       | + 95  | 9             | 75               |
| 06. | CS Bourgoin-Jallieu    | 26     | 11    | 1      | 14    | 543:484       | + 59  | 12            | 58               |
| 07. | US Montauban (A)       | 26     | 10    | 2      | 14    | 475:493       | − 18  | 10            | 54               |
| 08. | Aviron Bayonnais       | 26     | 11    | 1      | 14    | 452:647       | − 195 | 5             | 51               |
| 09. | CA Brive               | 26     | 9     | 1      | 16    | 419:516       | − 97  | 8             | 50               |
| 10. | SC Albi (A)            | 26     | 11    | 1      | 14    | 333:512       | − 179 | 4             | 50               |
| 11. | Castres Olympique      | 26     | 9     | 1      | 16    | 531:576       | − 45  | 11            | 49               |
| 12. | Montpellier RC         | 26     | 9     | 1      | 16    | 442:596       | − 154 | 10            | 48               |
| 13. | SU Agen                | 26     | 9     | 1      | 16    | 382:520       | − 138 | 6             | 44               |
| 14. | RC Narbonne            | 26     | 8     | 0      | 18    | 521:784       | − 263 | 7             | 39               |

Die Punkte werden wie folgt verteilt:
- 4 Punkte bei einem Sieg
- 2 Punkte bei einem Unentschieden
- 0 Punkte bei einer Niederlage (vor möglichen Bonuspunkten)
- 1 Bonuspunkt für vier oder mehr erfolgreiche Versuche, unabhängig vom Endstand
- 1 Bonuspunkt bei einer Niederlage mit weniger als sieben Punkten Unterschied

### Finalphase

#### Halbfinale
| 1. Juni 2007 | Stade Français                                                                                           | 18 : 6        | Biarritz Olympique                 | Stade Chaban-Delmas, Bordeaux Zuschauer: 33.303 |
| 1. Juni 2007 | Versuche: Samo 56. n.erh. Liebenberg 74. erh. Erhöhungen: Hernández (1) Straftritte: Skrela (2) 32., 42. | (3:6) Bericht | Straftritte: Yachvili (2) 26., 35. | Stade Chaban-Delmas, Bordeaux Zuschauer: 33.303 |

| 2. Juni 2007 | Stade Toulousain                                                        | 15 : 20        | ASM Clermont Auvergne                                                                                                | Stade Vélodrome, Marseille Zuschauer: 55.405 |
| 2. Juni 2007 | Straftritte: Élissalde (4) 11., 25., 40., 50. Dropgoals: Dubois (1) 18. | (12:7) Bericht | Versuche: Marsh 14. erh. Rougerie 54. erh. Erhöhungen: James (2) Straftritte: James (1) 63. Dropgoals: James (1) 78. | Stade Vélodrome, Marseille Zuschauer: 55.405 |

#### Finale
| 9. Juni 2007 | Stade Français                                                                                             | 23 : 18       | ASM Clermont Auvergne                                                   | Stade de France, Saint-Denis Zuschauer: 79.475 Schiedsrichter: Franck Maciello |
| 9. Juni 2007 | Versuche: Pichot 68. erh. Samo 77. erh. Erhöhungen: Hernández (2) Straftritte: Hernández (3) 49., 51., 63. | (0:9) Bericht | Straftritte: James (5) 20., 34., 41., 59., 74. Dropgoals: Floch (1) 37. | Stade de France, Saint-Denis Zuschauer: 79.475 Schiedsrichter: Franck Maciello |

| 15                 | Nicolas Jeanjean      |     |
| 14                 | Julien Arias          |     |
| 13                 | Stéphane Glas         |     |
| 12                 | David Skrela          |     |
| 11                 | Christophe Dominici   |     |
| 10                 | Juan Martín Hernández |     |
| 09                 | Agustín Pichot        |     |
| 08                 | Pierre Rabadan        |     |
| 07                 | Rémy Martin           |     |
| 06                 | Mauro Bergamasco      | 46. |
| 05                 | Mike James            | 48. |
| 04                 | Arnaud Marchois       | 48. |
| 03                 | Pedro Ledesma         |     |
| 02                 | Benjamin Kayser       | 57. |
| 01                 | Rodrigo Roncero       |     |
| Auswechselspieler: |                       |     |
| 16                 | Dimitri Szarzewski    | 57. |
| 17                 | Damien Weber          |     |
| 18                 | David Auradou         | 48. |
| 19                 | Radike Samo           | 48. |
| 20                 | Sergio Parisse        | 46. |
| 21                 | Jérôme Fillol         |     |
| 22                 | Brian Liebenberg      | 49. |

| 15                 | Anthony Floch       |     |
| 14                 | Aurélien Rougerie   |     |
| 13                 | Tony Marsh          |     |
| 12                 | Gonzalo Canale      |     |
| 11                 | Julien Malzieu      |     |
| 10                 | Brock James         |     |
| 09                 | Pierre Mignoni      |     |
| 08                 | Elvis Vermeulen     |     |
| 07                 | Alexandre Audebert  |     |
| 06                 | Sam Broomhall       |     |
| 05                 | Thibaut Privat      | 49. |
| 04                 | Jamie Cudmore       | 46. |
| 03                 | Martín Scelzo       | 50. |
| 02                 | Mario Ledesma       |     |
| 01                 | Laurent Emmanuelli  |     |
| Auswechselspieler: |                     |     |
| 16                 | Dawit Sirakaschwili | 50. |
| 17                 | Brice Miguel        |     |
| 18                 | Loïc Jacquet        | 46. |
| 19                 | Gonzalo Longo       | 49. |
| 20                 | Alessandro Troncon  |     |
| 21                 | Seremaia Bai        |     |
| 22                 | Grant Esterhuizen   |     |

## Pro D2
Die reguläre Saison der Pro D2 umfasste 30 Spieltage (je eine Vor- und Rückrunde). Sie begann am 2. September 2006 und dauerte bis zum 13. Mai 2007. Als bestplatzierte Mannschaft stieg der FC Auch direkt in die Top 14 auf. Die Mannschaften auf den Plätzen 2 bis 5 bestritten ein Playoff und den zweiten Aufstiegsplatz. Diesen sicherte sich die US Dax. Die letztplatzierte US Colomiers musste in die Amateurliga Fédérale 1 absteigen. Aus finanziellen Gründen erhielt die UA Gaillac keine Profilizenz und wurde daraufhin in die Fédérale 3 zwangsrelegiert (dadurch entging die USA Limoges dem Abstieg).

### Tabelle
|     | Team                         | Spiele | Siege | Unent. | Ndlg. | Spiel- punkte | Diff. | Bonus- punkte | Tabellen- punkte |
| --- | ---------------------------- | ------ | ----- | ------ | ----- | ------------- | ----- | ------------- | ---------------- |
| 01. | FC Auch                      | 30     | 25    | 1      | 4     | 727:416       | + 311 | 8             | 110              |
| 02. | US Dax                       | 30     | 20    | 0      | 10    | 788:499       | + 289 | 18            | 98               |
| 03. | Atlantique Stade Rochelais   | 30     | 20    | 2      | 8     | 633:477       | + 156 | 9             | 93               |
| 04. | RC Toulon                    | 30     | 19    | 0      | 11    | 662:570       | + 92  | 12            | 88               |
| 05. | AS Béziers                   | 30     | 18    | 1      | 11    | 692:551       | + 141 | 9             | 83               |
| 06. | Lyon Olympique Universitaire | 30     | 16    | 1      | 13    | 595:489       | + 106 | 13            | 79               |
| 07. | US Oyonnax                   | 30     | 15    | 2      | 13    | 499:580       | − 81  | 6             | 70               |
| 08. | Section Paloise              | 30     | 13    | 0      | 17    | 619:625       | − 6   | 16            | 68               |
| 09. | Stade Montois                | 30     | 13    | 1      | 16    | 555:662       | − 107 | 12            | 62               |
| 10. | USB-CABBG                    | 30     | 12    | 0      | 18    | 480:583       | − 103 | 12            | 60               |
| 11. | UA Gaillac                   | 30     | 12    | 1      | 17    | 548:647       | − 99  | 10            | 60               |
| 12. | Racing Métro 92              | 30     | 11    | 0      | 19    | 594:656       | − 62  | 14            | 59               |
| 13. | Tarbes Pyrénées Rugby        | 30     | 12    | 0      | 18    | 510:675       | − 165 | 8             | 56               |
| 14. | FC Grenoble                  | 30     | 10    | 2      | 18    | 506:600       | − 94  | 11            | 55               |
| 15. | USA Limoges                  | 30     | 11    | 0      | 19    | 614:776       | − 162 | 10            | 54               |
| 16. | US Colomiers                 | 30     | 8     | 1      | 21    | 491:697       | − 206 | 6             | 40               |

Die Punkte werden wie folgt verteilt:
- 4 Punkte bei einem Sieg
- 2 Punkte bei einem Unentschieden
- 0 Punkte bei einer Niederlage (vor möglichen Bonuspunkten)
- 1 Bonuspunkt für vier oder mehr erfolgreiche Versuche, unabhängig vom Endstand
- 1 Bonuspunkt bei einer Niederlage mit weniger als sieben Punkten Unterschied

### Playoff um den zweiten Aufstiegsplatz
Halbfinale
| Datum        | Begegnung                              | Ergebnis |
| ------------ | -------------------------------------- | -------- |
| 19. Mai 2007 | US Dax – AS Béziers                    | 18:06    |
| 19. Mai 2007 | Atlantique Stade Rochelais – RC Toulon | 21:17    |

Finale
| Datum        | Begegnung                           | Ergebnis |
| ------------ | ----------------------------------- | -------- |
| 27. Mai 2007 | US Dax – Atlantique Stade Rochelais | 22:16    |